# Stazione di Robbio
La stazione di Robbio è una stazione ferroviaria posta sulla linea Vercelli-Pavia. Serve il centro abitato dell'omonimo comune.

## Strutture ed impianti

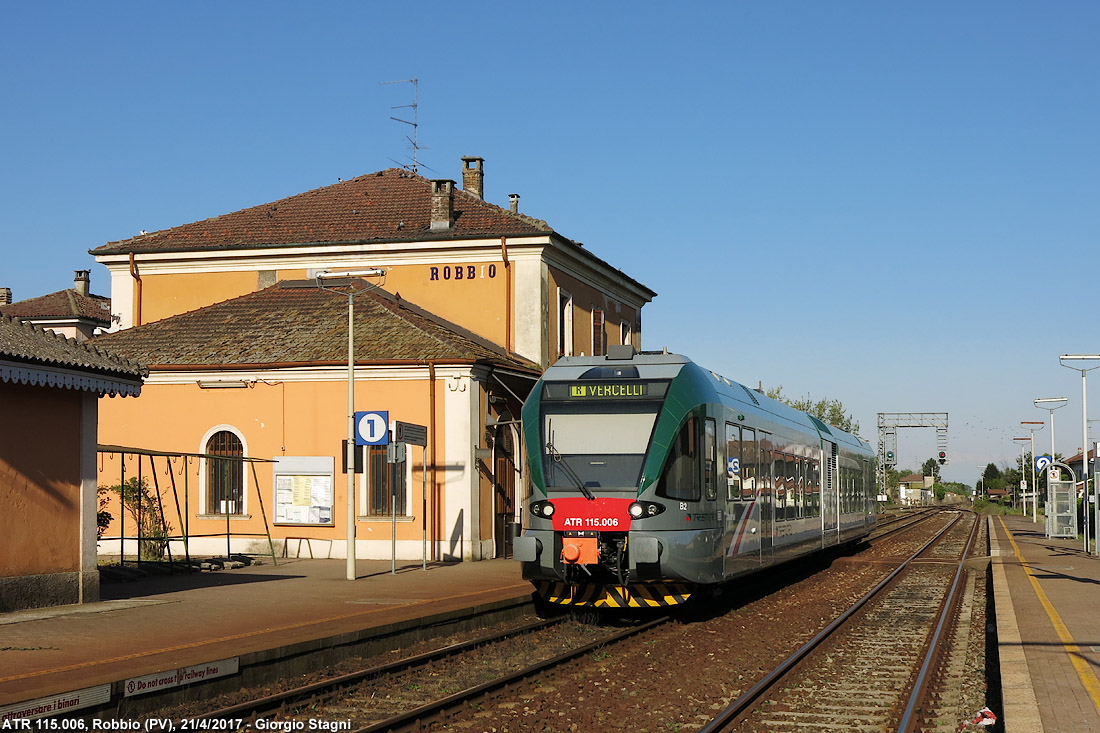
Stazione lato cimitero

La stazione è dotata di 2 binari passanti e uno tronco. La maggior parte del traffico avviene sul binario 1, di corretto tracciato.
Il fabbricato viaggiatori si dispone su 2 piani.

## Movimento
La stazione è servita da treni regionali operati da Trenord, nell'ambito del contratto stipulato con la Regione Lombardia.
Sono inoltre presenti, come sostituzione dei treni negli orari con minor affluenza, autobus operati da una società esterna in accordo con Trenord.

## Servizi
Le banchine a servizio dei binari sono collegate tra loro tramite un passaggio pedonale a raso. L'area dedicata al traffico passeggeri è dotata di un impianto di comunicazione sonora. Essa dispone di:
- Servizi igienici
- Bar
- Ristorante